# Kaare Klint
Kaare Jensen Klint (Frederiksberg, 15 de diciembre de 1888-Copenhague, 28 de marzo de 1954) fue un arquitecto y diseñador de muebles danés, uno de los mejores exponentes del llamado diseño danés. 

## Biografía

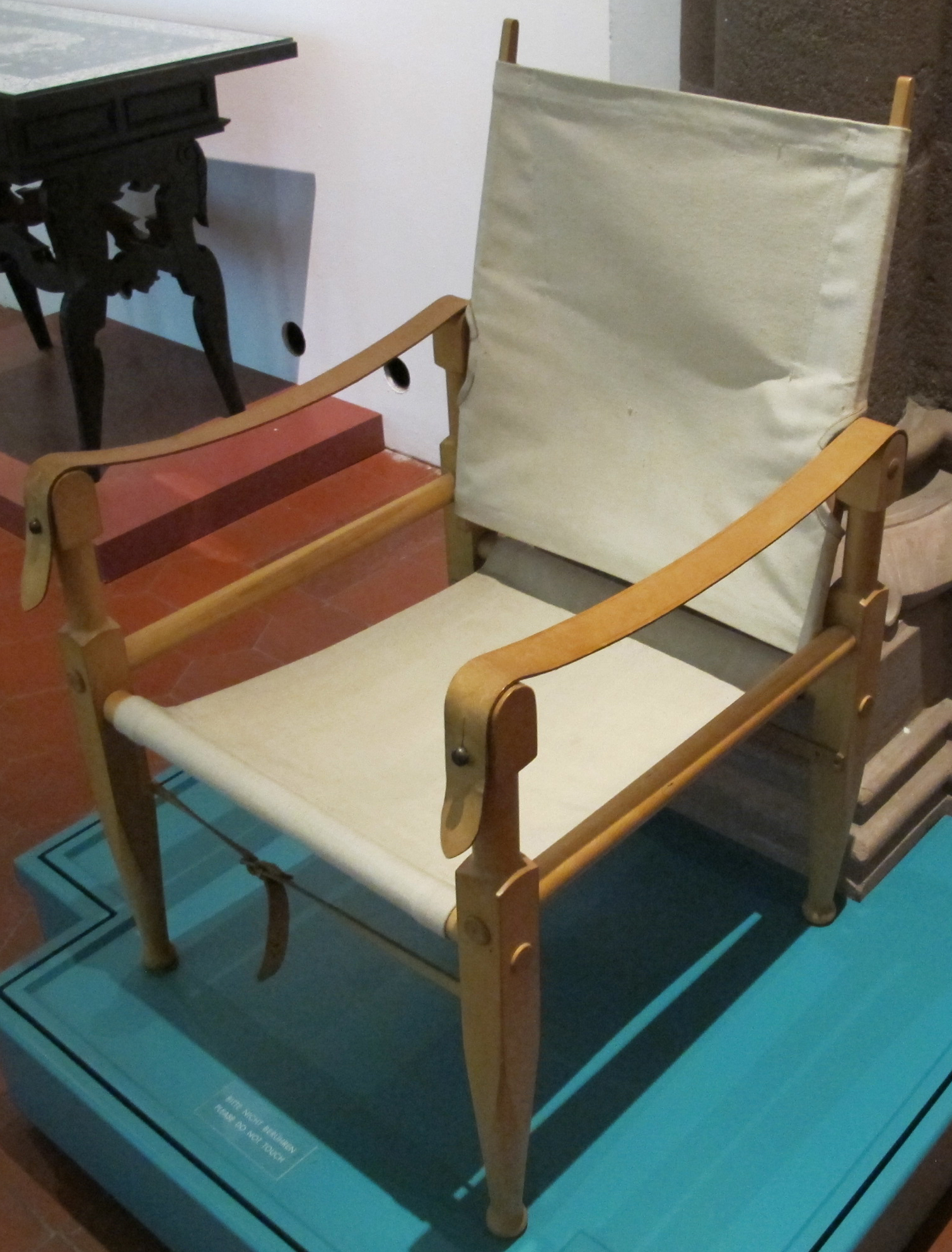
Silla Safari (1933)

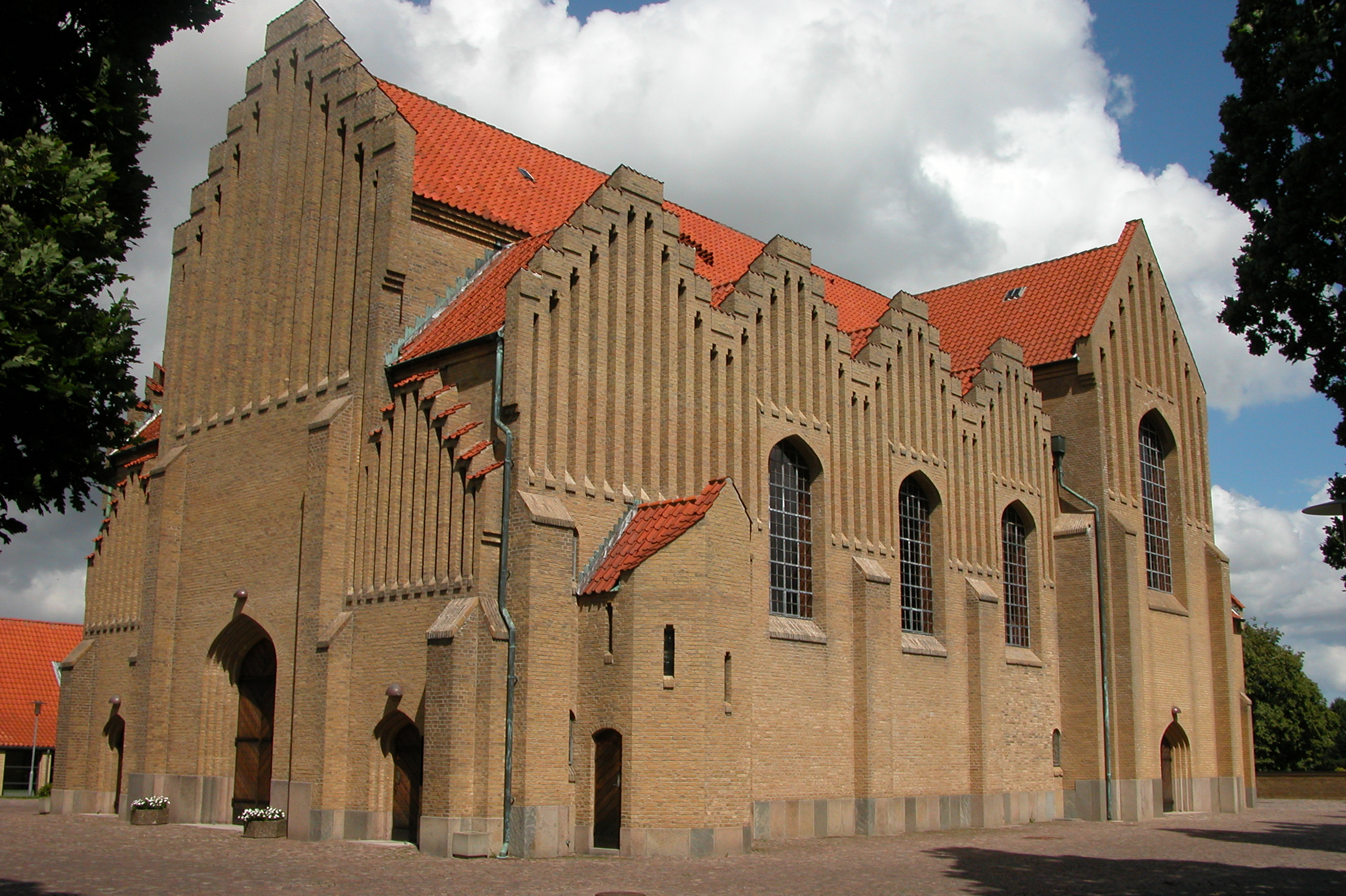
Christianskirken, Sønderborg

Era hijo del arquitecto Peder Vilhelm Jensen-Klint, autor de la iglesia de Grundtvig, que terminó Kaare. Inició su carrera como ayudante del arquitecto Carl Petersen, pero en 1916 dejó la arquitectura para centrarse en el diseño de muebles. Creó un estilo sencillo y natural que sentaría las bases del diseño danés, basado en el uso de materiales naturales, la funcionalidad y la ergonomía. Solía emplear maderas sin barnizar, cuero y tejidos sin teñir y, en general, piezas y componentes sencillos y naturales. En 1924 fundó el departamento de mobiliario de la Academia de las Artes danesa, de la que fue su primer profesor. Gracias a su impulso y labor docente durante los años 1920 y 1930 se inició un espectacular auge del mueble escandinavo, una de las principales escuelas de diseño de mobiliario del siglo XX.
El estilo de Klint era moderno sin pretenderlo, aunque fuertemente arraigado en la tradición artesanal. Solía afirmar que «los antiguos eran más modernos que nosotros» y opinaba que muchos diseños del pasado, despojados de ornamentación superflua, eran aprovechables. Algunas de sus fuentes de inspiración estuvieron en el mobiliario egipcio y griego, en el estilo Chippendale de la Inglaterra del siglo XVIII o en el mobiliario de los Shakers estadounidenses. También recibió influencias contemporáneas, como la de Le Corbusier, cuyo chaise longue Cowboy inspiró la tumbona de teca de Klint de 1933.
En el diseño de sus obras tenía un papel fundamental la ergonomía y el estudio sistemático de la función de los muebles, así como el aspecto, que según Klint influía en la comodidad: una silla que diese la impresión de solidez sería indudablemente más cómoda que una que aparentase fragilidad.
Los diseños de Klint eran realizados por la empresa Rudolf Rasmussens Snedkerier de Copenhague. Por lo general eran piezas costosas, solo al alcance de clases pudientes.
En 1928 ganó la Medalla Eckersberg y, en 1954, la Medalla C. F. Hansen.